# Кубок Украины по футболу 2003/2004
Кубок Украины по футболу 2003—2004 (укр. Кубок України з футболу 2003—2004) — 13-й розыгрыш Кубка Украины. Проводился с 8 августа 2003 года по 30 мая 2004 года. Участие принимали 64 команды. Победителем в пятый раз стал донецкий «Шахтёр», обыгравший в финале днепропетровский «Днепр» со счётом 2:0.

## Участники
| Клубы высшей лиги: | Клубы первой лиги: | Клубы второй лиги: | Клубы второй лиги: |
| - «Арсенал» (Киев) - «Борисфен» (Борисполь) - «Волынь» (Луцк) - «Ворскла-Нефтегаз» (Полтава) - «Динамо» (Киев) - «Днепр» (Днепропетровск) - «Звезда» (Кировоград) - «Ильичёвец» (Мариуполь) - «Карпаты» (Львов) - «Кривбасс» (Кривой Рог) - «Металлург» (Донецк) - «Металлург» (Запорожье) - «Оболонь» (Киев) - «Таврия» (Симферополь) - «Черноморец» (Одесса) - «Шахтёр» (Донецк) | - «Арсенал» (Харьков) - «Закарпатье» (Ужгород) - «Заря» (Луганск) - «Красилов-Оболонь» (Красилов) - «Металлист» (Харьков) - ФК «Николаев» - «Нафком-Академия» (Ирпень) - «Нефтяник-Укрнефть» (Ахтырка) - «Нива» (Винница) - «Полесье» (Житомир) - «Система-Борекс» (Бородянка) - «Спартак» (Ивано-Франковск) - «Спартак» (Сумы) - «Сталь» (Алчевск) - ЦСКА (Киев) | - «Авангард» (Ровеньки) - «Буковина» (Черновцы) - «Верес» (Ровно) - «Водник» (Николаев) - «Газовик-Скала» (Стрый) - «Газовик-ХГД» (Харьков) - «Гелиос» (Харьков) - «Горняк-Спорт» (Комсомольск) - «Десна» (Чернигов) - «Динамо-ИгроСервис» (Симферополь) - «Днестр» (Овидиополь) - «Иква» (Млинов) - «Крымтеплица» (Молодёжное) - «Кристалл» (Херсон) - «Нефтяник» (Долина) - «Нива» (Тернополь) - «Олимпия-АЭС» (Южноукраинск) | - «Олком» (Мелитополь) - «Пальмира» (Одесса) - «Подолье» (Хмельницкий) - «Рава» (Рава-Русская) - «Рось» (Белая Церковь) - ФК «Севастополь» - «Сталь» (Днепродзержинск) - «Техно-Центр» (Рогатин) - «Титан» (Армянск) - «Уголёк» (Димитров) - ФК «Черкассы» - «Черногора» (Ивано-Франковск) - «Электрометаллург-НЗФ» (Никополь) - «Электрон» (Ромны) - «Энергетик» (Бурштын) - «Явор» (Краснополье) |

## 1/32 финала
Матчи 1/32 финала состоялись 8-10 августа 2003 года.
| Команда 1                         | Счёт         | Команда 2                     |
| --------------------------------- | ------------ | ----------------------------- |
| 8 августа 2003                    |              |                               |
| «Уголёк» (Димитров)               | 0:7          | «Динамо» (Киев)               |
| 9 августа 2003                    |              |                               |
| «Электрометаллург-НЗФ» (Никополь) | 0:1          | «Закарпатье» (Ужгород)        |
| «Десна» (Чернигов)                | 0:2          | «Днепр» (Днепропетровск)      |
| «Явор» (Краснополье)              | 0:3          | «Шахтёр» (Донецк)             |
| 10 августа 2003                   |              |                               |
| «Подолье» (Хмельницкий)           | 1:3          | «Арсенал» (Киев)              |
| «Нефтяник» (Долина)               | 0:1          | «Оболонь» (Киев)              |
| «Верес» (Ровно)                   | +:-          | «Энергетик» (Бурштын)         |
| «Иква» (Млинов)                   | 1:3          | «Полесье» (Житомир)           |
| «Нива» (Тернополь)                | 0:4          | «Ильичёвец» (Мариуполь)       |
| «Газовик-Скала» (Стрый)           | 1:0          | «Звезда» (Кировоград)         |
| «Техно-Центр» (Рогатин)           | 0:4          | «Волынь» (Луцк)               |
| «Буковина» (Черновцы)             | 0:2          | «Нафком-Академия» (Ирпень)    |
| «Черногора» (Ивано-Франковск)     | 0:1          | ФК «Николаев»                 |
| «Рава» (Рава-Русская)             | 0:1          | «Таврия» (Симферополь)        |
| «Динамо-ИгроСервис» (Симферополь) | 0:3          | «Нива» (Винница)              |
| «Олком» (Мелитополь)              | 1:5          | «Металлург» (Донецк)          |
| «Днестр» (Овидиополь)             | 3:2 (д.в.)   | «Система-Борекс» (Бородянка)  |
| «Кристалл» (Херсон)               | 1:2          | ЦСКА (Киев)                   |
| «Олимпия-АЭС» (Южноукраинск)      | 0:3          | «Черноморец» (Одесса)         |
| ФК «Севастополь»                  | 3:4          | «Кривбасс» (Кривой Рог)       |
| «Рось» (Белая Церковь)            | 2:2 (п. 2:4) | «Спартак» (Сумы)              |
| «Титан» (Армянск)                 | 1:1 (п. 4:1) | «Карпаты» (Львов)             |
| «Горняк-Спорт» (Комсомольск)      | 0:2 (д.в.)   | «Металлург» (Запорожье)       |
| ФК «Черкассы»                     | 2:3          | «Нефтяник-Укрнефть» (Ахтырка) |
| «Водник» (Николаев)               | 0:3          | «Ворскла-Нефтегаз» (Полтава)  |
| «Крымтеплица» (Молодёжное)        | 0:1          | «Спартак» (Ивано-Франковск)   |
| «Пальмира» (Одесса)               | 2:2 (п. 4:2) | «Арсенал» (Харьков)           |
| «Сталь» (Днепродзержинск)         | 1:2          | «Заря» (Луганск)              |
| «Авангард» (Ровеньки)             | 0:4          | «Борисфен» (Борисполь)        |
| «Электрон» (Ромны)                | 0:2          | «Красилов-Оболонь» (Красилов) |
| «Гелиос» (Харьков)                | 0:2          | «Металлист» (Харьков)         |
| «Газовик-ХГД» (Харьков)           | 1:2          | «Сталь» (Алчевск)             |

## 1/16 финала
Матчи 1/16 финала состоялись 23-24 августа 2003 года.
| Команда 1                     | Счёт       | Команда 2                    |
| ----------------------------- | ---------- | ---------------------------- |
| 23 августа 2003               |            |                              |
| «Закарпатье» (Ужгород)        | 0:1        | «Кривбасс» (Кривой Рог)      |
| ФК «Николаев»                 | 0:6        | «Динамо» (Киев)              |
| «Верес» (Ровно)               | 1:4        | «Металлург» (Донецк)         |
| 24 августа 2003               |            |                              |
| «Спартак» (Сумы)              | 1:5        | «Ворскла-Нефтегаз» (Полтава) |
| «Нива» (Винница)              | 1:2        | «Черноморец» (Одесса)        |
| «Нефтяник-Укрнефть» (Ахтырка) | 1:2 (д.в.) | «Металлург» (Запорожье)      |
| «Спартак» (Ивано-Франковск)   | 5:3        | «Металлист» (Харьков)        |
| «Нафком-Академия» (Ирпень)    | 0:1        | «Днепр» (Днепропетровск)     |
| «Красилов-Оболонь» (Красилов) | 1:4        | «Таврия» (Симферополь)       |
| «Полесье» (Житомир)           | 2:3 (д.в.) | «Борисфен» (Борисполь)       |
| ЦСКА (Киев)                   | 0:2        | «Ильичёвец» (Мариуполь)      |
| «Заря» (Луганск)              | 2:5        | «Оболонь» (Киев)             |
| «Титан» (Армянск)             | 1:4        | «Волынь» (Луцк)              |
| «Пальмира» (Одесса)           | 0:2        | «Шахтёр» (Донецк)            |
| «Газовик-Скала» (Стрый)       | 1:4        | «Арсенал» (Киев)             |
| «Днестр» (Овидиополь)         | 1:2        | «Сталь» (Алчевск)            |

## 1/8 финала
Матчи 1/8 финала состоялись 28-29 октября 2003 года.
| Команда 1                   | Счёт         | Команда 2                    |
| --------------------------- | ------------ | ---------------------------- |
| 28 октября 2003             |              |                              |
| «Динамо» (Киев)             | 1:0          | «Волынь» (Луцк)              |
| 29 октября 2003             |              |                              |
| «Днепр» (Днепропетровск)    | 3:0          | «Арсенал» (Киев)             |
| «Металлург» (Донецк)        | 1:1 (п. 8:9) | «Таврия» (Симферополь)       |
| «Ильичёвец» (Мариуполь)     | 5:0          | «Ворскла-Нефтегаз» (Полтава) |
| «Борисфен» (Борисполь)      | 1:2          | «Металлург» (Запорожье)      |
| «Кривбасс» (Кривой Рог)     | 0:4          | «Шахтёр» (Донецк)            |
| «Сталь» (Алчевск)           | 3:0          | «Оболонь» (Киев)             |
| «Спартак» (Ивано-Франковск) | 0:1          | «Черноморец» (Одесса)        |

## 1/4 финала
Четвертьфиналы состояли из двух матчей. Первые матчи прошли 15-16 и 22 ноября, ответные — 19-21 и 29 ноября 2003 года.
| Команда 1                | Итог | Команда 2              | 1-й матч | 2-й матч |
| ------------------------ | ---- | ---------------------- | -------- | -------- |
| «Ильичёвец» (Мариуполь)  | 0:9  | «Динамо» (Киев)        | 0:8      | 0:1      |
| «Металлург» (Запорожье)  | 1:3  | «Черноморец» (Одесса)  | 1:1      | 0:2      |
| «Днепр» (Днепропетровск) | 6:2  | «Таврия» (Симферополь) | 4:1      | 2:1      |
| «Сталь» (Алчевск)        | 1:3  | «Шахтёр» (Донецк)      | 0:0      | 1:3      |

### Первые матчи
| «Ильичёвец» (Мариуполь) | 0:8             | «Динамо» (Киев)                                                                               |
| ----------------------- | --------------- | --------------------------------------------------------------------------------------------- |
|                         | протокол (укр.) | 5′ Саблич · 17′ Белькевич · 26′ Нанни · 37′ Шацких · 42′ Гусев · 52′, 78′ Гиоане · 58′ Ринкон |

| «Металлург» (Запорожье) | 1:1             | «Черноморец» (Одесса) |
| ----------------------- | --------------- | --------------------- |
| Демченко 40′ (пен.)     | протокол (укр.) | 82′ (пен.) Косырин    |

| «Днепр» (Днепропетровск)                             | 4:1             | «Таврия» (Симферополь) |
| ---------------------------------------------------- | --------------- | ---------------------- |
| Венглинский 18′, 90+1′ · Максимюк 23′ · Езерский 29′ | протокол (укр.) | 42′ Ионанидзе          |

| «Сталь» (Алчевск) | 0:0             | «Шахтёр» (Донецк) |
| ----------------- | --------------- | ----------------- |
|                   | протокол (укр.) |                   |

### Ответные матчи
| «Динамо» (Киев) | 1:0             | «Ильичёвец» (Мариуполь) |
| --------------- | --------------- | ----------------------- |
| Онищенко 88′    | протокол (укр.) |                         |

| «Черноморец» (Одесса)      | 2:0             | «Металлург» (Запорожье) |
| -------------------------- | --------------- | ----------------------- |
| Косырин 13′ · Лисицкий 42′ | протокол (укр.) |                         |

| «Таврия» (Симферополь) | 1:2             | «Днепр» (Днепропетровск)    |
| ---------------------- | --------------- | --------------------------- |
| Ионанидзе 47′          | протокол (укр.) | 22′ Михайленко · 37′ Шелаев |

| «Шахтёр» (Донецк)                | 3:1             | «Сталь» (Алчевск)  |
| -------------------------------- | --------------- | ------------------ |
| Йованович 19′ · Воробей 59′, 69′ | протокол (укр.) | 65′ (пен.) Арефьев |

## 1/2 финала
Полуфиналы состояли из двух матчей. Первые матчи прошли 7 марта, ответные — 20 апреля 2004 года.
| Команда 1                | Итог | Команда 2         | 1-й матч | 2-й матч     |
| ------------------------ | ---- | ----------------- | -------- | ------------ |
| «Днепр» (Днепропетровск) | 2:2  | «Динамо» (Киев)   | 2:0      | 0:2 (п. 2:1) |
| «Черноморец» (Одесса)    | 0:2  | «Шахтёр» (Донецк) | 0:1      | 0:1          |

### Первые матчи
| «Днепр» (Днепропетровск) | 2:0             | «Динамо» (Киев) |
| ------------------------ | --------------- | --------------- |
| Костышин 15′ · Рыкун 61′ | протокол (укр.) |                 |

| «Черноморец» (Одесса) | 0:1             | «Шахтёр» (Донецк) |
| --------------------- | --------------- | ----------------- |
|                       | протокол (укр.) | 58′ Стойкан       |

### Ответные матчи
| «Динамо» (Киев)                                | 2:0 (доп. вр.)  | «Днепр» (Днепропетровск)                   |
| ---------------------------------------------- | --------------- | ------------------------------------------ |
| Гавранчич 44′ · Верпаковскис 74′               | протокол (укр.) |                                            |
| Пенальти                                       |                 |                                            |
| Гавранчич · Белькевич · Ринкон · Саблич · Пеев | 1:2             | Ротань · Лисицкий · Мотуз · Рыкун · Шелаев |

| «Шахтёр» (Донецк) | 1:0             | «Черноморец» (Одесса) |
| ----------------- | --------------- | --------------------- |
| Срна 78′ (пен.)   | протокол (укр.) |                       |

## Финал
| «Шахтёр» (Донецк)      | 2:0      | «Днепр» (Днепропетровск) |
| ---------------------- | -------- | ------------------------ |
| Белик 1′ · Тимощук 88′ | Протокол |                          |

| Обладатель Кубка Украины 2003/04 |
| -------------------------------- |
| «Шахтёр» (Донецк) 5-й титул      |

## Лучшие бомбардиры
|    | Игрок              | Клуб                         | Игры | Голы (пен.) |
| -- | ------------------ | ---------------------------- | ---- | ----------- |
| 1  | Александр Косырин  | «Черноморец» (Одесса)        | 6    | 5 (1)       |
| 2  | Игорь Продан       | «Оболонь» (Киев)             | 2    | 4           |
| 3  | Сергей Шевцов      | «Ворскла-Нефтегаз» (Полтава) | 3    | 4           |
| 4  | Георгий Деметрадзе | «Металлург» (Донецк)         | 3    | 4 (1)       |
| 5  | Зураб Ионанидзе    | «Таврия» (Симферополь)       | 5    | 4           |
| 6  | Виктор Арефьев     | «Сталь» (Алчевск)            | 5    | 4 (1)       |
| 7  | Дмитрий Михайленко | «Днепр» (Днепропетровск)     | 6    | 4           |
| 8  | Максим Шацких      | «Динамо» (Киев)              | 3    | 3           |
| 9  | Александр Головко  | «Динамо» (Киев)              | 3    | 3 (2)       |
| 10 | Эдмар              | «Таврия» (Симферополь)       | 5    | 3           |